# Simonshöfchen
Die Ortslage Simonshöfchen im Wuppertaler Stadtbezirk Vohwinkel geht auf dem ehemaligen Gut Simonshaus zurück.

## Geschichte
Das Gut Simonshaus wurde 1505 erstmals urkundlich bei einem Schenkungsakt erwähnt. Angeblich war es mit dem 400 Meter entfernt liegenden Gehöft Simonshöfchen durch einen unterirdischen Gang verbunden.
Simonshöfchen war in der frühen Neuzeit Teil der Obersten Honschaft Haan im bergischen Amt Solingen.
Die Hofanlage gehörte zum Kirchspiel Haan und kam 1894 nach Vohwinkel, das 1929 mit Elberfeld und Barmen zu Wuppertal vereinigt wurde.
Die Straße Simonshöfchen wurde am 15. Dezember 1975 nach dieser Ortslage benannt. Nördlich der Straße befindet sich die 1980 eröffnete Justizvollzugsanstalt Wuppertal-Vohwinkel (auch JVA Simonshöfchen genannt). Die Ortslage ist heute Gewerbegebiet.